# Zwarte Winning
Zwarte Winning is een gehuchtje in het noorden van gemeente Alken. Het is gelegen nabij de dorpen Sint-Lambrechts-Herk, aan de andere kant van het riviertje de Herk, en Terkoest.
Het gehucht dankt zijn naam van de hoeve 'Zwarte Winning'. Deze gerestaureerde vierkantshoeve was oorspronkelijk een klein 18de-eeuws Augustijnenklooster, met een apart gastenverblijf, woonhuis, bakhuis en stallingen. Onder de Franse Revolutie (1796) werd deze kloosterhoeve verbeurd verklaard en verkocht. Volgens de plaatselijke bevolking zou al degenen die het onteigende klooster zouden kopen verdoemd worden. Waardoor zij de hoeve een 'zwart goed' gingen noemen en het de volkse benaming “Zwarte Winning” kreeg.
Het gebied rond de hoeve Zwarte Winning waar het huidige gehucht Zwarte Winning zich op bevindt, was vroeger eigendom van de baron van Saren.
Dorpen: Sint-Joris · Terkoest · Alken-centrum 

Gehuchten: Blekkenberg · Buls · Hemelsveld · Hulzen · Nachtegaal · Paradijs · Plein · Rozenkrans · Stationsbuurt · Ter Linden · Waterkant · Wolfke · Zwarte Winning

Waterlopen: Herk · Mombeek · Simsebeek · Kozenbeek

Watermolens: Nieuwmolen · Herckermolen · Groenmolen · Dorpsmolen · Gustingenmolen

Stations: Station Alken · Station Hendrikstraat (voormalig)

Belgische gemeenten · Arrondissement Tongeren · Limburg · Vlaanderen